# Netha Hussain
Netha Hussain, née le 11 juin 1990, est une chercheuse en neurosciences, médecin et wikimédienne indienne. Elle fait partie des sept Wikimédiens de l'année 2021.

## Biographie
Elle étudie au Calicut Medical College.

## Wikimédia
Elle contribue aux versions en anglais et en malayalam de Wikipédia, mais aussi à Wikidata, Wikimedia Commons et Meta-Wiki. 
Elle rédige des biographies de femmes sur Wikipédia et est investie dans le thème du biais de genre sur Wikipédia.
Elle est choisie par Jimmy Wales comme Wikimédienne de l'année en 2021 pour ses contributions à Wikipédia sur des sujets médicaux et scientifiques, son investissement à avoir fait de Wikipédia une des sources les plus fiables sur la pandémie de Covid-19 ainsi que son implication à corriger le biais de genre dans la communauté.